# Roy Scammell
Roy Scammell (Kingsbury, 18 de julho de 1932 — Luton, 15 de maio de 2021) foi um ator acrobático britânico.

## Primeiros anos de vida
Royston Edwin Scammell nasceu em 18 de julho de 1932 em Kingsbury, Inglaterra.  Ele morreu no Luton and Dunstable University Hospital em Luton, Bedfordshire, em maio de 2021, aos 88 anos.